# Ізбяний
Ізбяни́й (рос. Избяной, ерз. Избяной) — селище у складі Єльниківського району Мордовії, Росія. Входить до складу Надеждинського сільського поселення.
Населення — 19 осіб (2010; 21 у 2002).
Національний склад (станом на 2002 рік):
- росіяни — 95 %